# Яшлік (Навоїйська область)
Яшлік (колишнє імені Таліба Гафурова; узб. Ёшлик, Yoshlik) — міське селище в Узбекистані, в Карманинському районі Навоїйської області.
Статус міського селища з 2009 року.